# ヤッた相手が多すぎて。
『ヤッた相手が多すぎて。』（英: The People I've Slept WIth）は、2009年に製作されたアメリカ合衆国の映画。李孟熙監督。

## ストーリー
アンジェラは同性愛者のガブリエルと同居する傍ら、夜な夜な様々な人々とのセックスを楽しむうちに、父親がわからない子を妊娠してしまう。
父親探しを始める中、ガブリエルは別の男性と恋に落ちる。

## キャスト
- アンジェラ：張嘉琳
- ガブリエル：ウィルソン・クルズ
- クリス・ジルカ
- ジャファーソン：アーチー・カオ
- チャールズ：ジェームズ・シゲタ
- ジュリエット：陳凌（リン・チェン）
- ニッキー：キャシー・シム
- ベッキー：ステイシー・リッピー
- ミセス・リー：エリザベス・サン
- ミスター・リー：ダナ・リー
- 妊婦：ケリー・ニナルトウスキー
- フレッド：ティム・チョウ
- ローレンス：ルネ・ジェイムソン
- アンジェラの恋人：ジャスティン・フエン
- ウェイトレス：ヘザー・ヘイリー
- ロビンソン：ペリー・スミス
- マリッサ：マヤ・パリッシュ

## 上映
- 2011年9月19日 - 第6回関西クィア映画祭（日本プレミア）[1]